# 기시 유이치
기시 유이치(일본어: 岸 勇一, 1900년 2월 7일~ 1978년 12월 4일)는 일본 쇼와 시대 전기 조선총독부의 관료, 함경남도 지사, 덴리 대학의 학장이다.